# Framsókn
Framsókn (Fremskridt) er et liberalt politisk parti på Færøerne. Framsókn er separatistisk overfor Danmark, markedsliberalt og reformorienteret. Formanden Poul Michelsen beskriver partiet som "et liberalt nationalparti".

## Historie
Partiet blev stiftet den 9. marts 2011 af Poul Michelsen og Hanna Jensen, som begge brød med Fólkaflokkurin. Den stiftende generalforsamling samlede omkring 120 personer, altså flere deltagere end ved de store partiers landsmøder. Den 6. april blev 2.300 underskrifter overleveret til lagmand Kaj Leo Johannesen, og den 13. april fik partiet opstillingsret til næste lagtingsvalg.
Poul Michelsen er partiets formand, mens Hanna Jensen er partiets næstformand og kommunalbestyrelsesmedlem i Eysturkommuna. Framsókns centralstyre består desuden af Finn Jensen, Óluva Waagstein og Jákup Sverri Kass. Blandt andre som har skiftet til Framsókn kan nævnes Hans A. Norðfoss, tidligere næstformand i HUXA, og Sámal Petur í Grund, tidligere minister og formand i Sjálvstýrisflokkurin.
Partiets repræsentanter i Lagtinget var efter lagtingsvalget 2011 Poul Michelsen og Janus Rein. Næsten et år efter lagtingsvalget valgte Janus Rein at forlade partiet pga. uenighed med partiets formand, Poul Michelsen. Rein ville ikke udtale sig om hvad de var uenige om, men dagen efter udtalte formanden, at uenigheden skyldtes at han ønskede at Rein skulle være kandidat for Framsókn til byrådsvalget i Tórshavn, som blev den 13. november 2012, men det ville Rein ikke, og det endte med at han forlod partiet og blev løsgænger, indtil han i  september 2013 blev medlem af Fólkaflokkurin, som var et af partierne i Kaj Leo Johannesens anden regering.
Ved lagtingsvalget 2015 fik Framsókn to mandater valgt, Michelsen blev genvalgt med 669 personlige stemmer og Hanna Jensen blev valgt for første gang. Partiet blev en del af Aksel V. Johannesens nye regering og Michelsen blev udenrigs- og erhvervsminister. Han var Lagtingets ældste medlem, som blev valgt, og derfor åbnede han Lagtingets første møde. Ruth Vang afløste Michelsen i Lagtinget. Den 17. september 2015 fik Framsókn et nyt lagtingsmedlem, da Annika Olsen, der en uge tidligere forlod Folkeflokken, blev medlem af Framsókn,, men hun meldte sig ud af partiet kort efter og tog orlov fra Lagtinget.
Partiets ungdomsorganisation, Framsøkin Ungdómur, blev stiftet den 12. august 2011.

## Resultat ved lagtingsvalg
| Valg | Stemmeandel | Mandater |
| ---- | ----------- | -------- |
| 2011 | 6,3%        | 2        |
| 2015 | 7,0%        | 2        |

## Lagtingsmedlemmer 2015-2019
- Poul Michelsen blev valgt, men fik orlov fra Lagtinget, da han blev minister
- Hanna Jensen, blev valgt
- Ruth Vang, er fast mødende suppleant for Michelsen. Hun er formand for Finansudvalget.

## Ministre fra Framsókn
- 2015-2019 - Poul Michelsen, Erhvervs- og udenrigsminister.

## Ekstern Henvisning
- Officiel hjemmeside Arkiveret 4. november 2011 hos  Wayback Machine